# Hachiman
 (février 2014).
Si vous disposez d'ouvrages ou d'articles de référence ou si vous connaissez des sites web de qualité traitant du thème abordé ici, merci de compléter l'article en donnant les références utiles à sa vérifiabilité et en les liant à la section « Notes et références ».
Hachiman (八幡神, qui peut aussi être lu Yawata no kami) est le dieu shinto de la guerre et le protecteur divin du Japon et du peuple japonais. Son nom signifie « Dieu aux huit banderoles ». Son animal symbolique et messager est le pigeon.

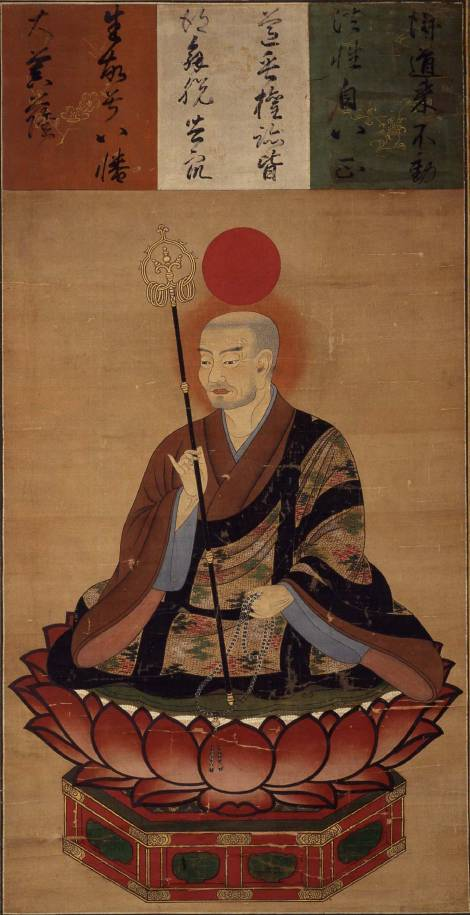
Hachiman en moine bouddhiste

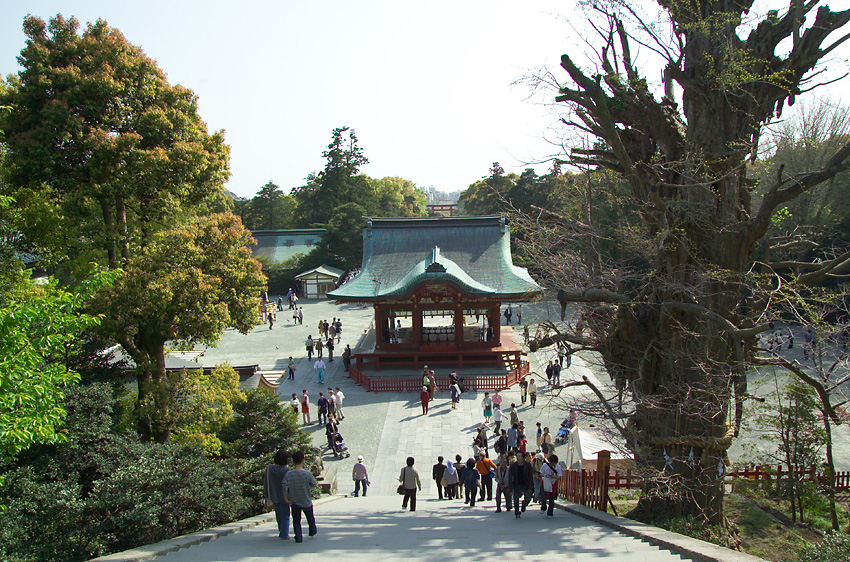
Le sanctuaire Tsurugaoka Hachiman-gū de Kamakura

Dans les premiers temps, Hachiman était adoré par les paysans comme dieu de l'agriculture et par les pêcheurs qui espéraient ainsi avoir des filets plus garnis. Il pourrait aussi avoir des origines beaucoup plus anciennes, en Asie Centrale, en raison du fait que ses Shintai soient parfois des espèces de chasse-mouches en crin de cheval, que l'on retrouve aussi dans les cérémonies bouddhistes quoiqu'ils soient faits de poils de yak.
Dans la religion Shintō, la légende l'identifie à l'Empereur Ōjin, fils de l'impératrice consort Jingū, vers le IIIe ou le IVe siècle, en raison d'un miracle rapporté notamment par Nihon ōdai ichiran. Huit (ya) drapeaux (hata) blancs seraient descendus du ciel, lors de la construction de Usa Hachiman-gū. L'adoration d'Hachiman inclut également celle de Jingū-kōgō ainsi qu'une obscure déité nommée Himegami (divine princesse), qui selon les avis, pourrait être soit la parèdre de Hachiman, soit une déité antérieure qui fut absorbée par le Hachiman-isme, soit peut être une fonction religieuse archaïque de prêtresse oracle (Himegami apparaît dans l'anime Red Data Girl sous la forme d'une possession chamanique, cf. Arahitogami).
Lorsque le Bouddhisme arriva au Japon, le caractère syncrétique de ce dieu s'accrut en accueillant les nouveaux préceptes, aussi dans le panthéon bouddhiste du VIIIe siècle, il est nommé Grand Bodhisattva Hachiman (八幡大菩薩, Hachiman Daibosatsu). Nichiren affirme que Hachiman Daibosatsu fit la promesse de protéger la Dynastie Impériale du Japon pendant au moins 100 Générations.
Hachiman devint également le gardien du clan Minamoto, et plus particulièrement de la branche Seiwa Genji et en effet, l'Empereur Seiwa-Tennō témoignait déjà d'un intérêt tout particulier pour Hachiman, ayant fondé Iwashimizu Hachiman-gū et lui faisant offrande annuelle de 32 koku de riz. Minamoto no Yoshiie prit le nom de Hachiman Tarō Yoshiie (Yoshiie, le fils aîné d'Hachiman) et, grâce à ses prouesses militaires et sa virtuosité de meneur, fut considéré et respecté comme le bushi idéal. Lorsque son descendant Minamoto no Yoritomo devint shogun et établit le shogunat Kamakura, il reconstruisit le sanctuaire Tsurugaoka Hachiman à Kamakura et commença à adorer Hachiman comme gardien de son clan.
Durant la période médiévale du Japon, le culte de Hachiman se répandit dans tout le pays, non seulement chez les bushi mais également dans la paysannerie. Sa popularité fut telle qu'aujourd'hui il y a plus de sanctuaires qui lui sont dédiés (plus de 30 000 Hachiman-gū au Japon) qu'à n'importe quel autre kami. Usa Hachiman-gū dans la préfecture d'Oita est le sanctuaire directeur et, avec les sanctuaires Tsurugaoka Hachiman et Iwashimizu Hachiman, le plus important des sanctuaires dédiés à Hachiman.
Les armes de Hachiman sont de la forme d'un tomoe : un tourbillon ou vortex avec trois branches tournées vers la droite ou vers la gauche. Certains clans de samouraïs les ont utilisées comme les leurs comme, ironiquement, les Taira qui comptent parmi leurs ancêtres l'ennemi mortel de Minamoto, l'empereur Kammu.